# Молочный комбинат «Ставропольский»
Молочный комбинат «Ставропольский» — изготовитель молочных продуктов в Ставрополе на улице Доваторцев, 36. Является одним из самых крупнейших производителей молочных продуктов на юге России и на Ставрополье.

## О компании
История молочного комбината «Ставропольского» берёт своё начало в 1928 году. В 1935 году был открыт сыродельный цех, в 1950-х годах были запущены цеха по производству сгущённого молока, масла и сухого обезжиренного молока, в 1960-х—1970-х годах после реконструкции производственные мощности были увеличены, а в 1980-х—1990-х годах были внедрены автоматизированные линии розлива молочных продуктов. До 1992 года завод носил названия «Молочный завод №1» и «Молочный комбинат №1».
На предприятии ежегодно перерабатываются до 400 тонн молока. Ассортимент включает в себя более 500 наименований. К 2019 году МКС вошёл в топ-100 крупнейших компаний-переработчиков молока, где занял 55 место.
Молочные продукты вырабатываются по классическим технологиям и ГОСТам. В ассортимент входят питьевое молоко, сливки, кефир, ряженка, варенец, мацони, творог, сметана, творожные крема, сливочное масло, сыры разных сортов, биойогурты, творожные сырки, мороженые и т. д. Также выпускаются и продаются и немолочные продукты: питьевые воды, соки и т. п. Пекарня МКС выпускает более 300 хлебобулочных и кондитерских изделий. 
В начале 2019 года на МКС начали выпускать лактозу для пищевых производств и фармакопейную лактозу. Производственная мощность составляет 5 тонн. 
В 2020 году в ассортимент бренда МКС вошли концентраты сывороточных белков и бифидогенные кормовые добавки для животных «ЛактуВет–1».